# Урбанізм
Урбанізм — це вивчення того, як мешканці міських територій, наприклад  міст та містечок, взаємодіють із забудованим середовищем. Це безпосередній компонент таких дисциплін, як містобудування, професія, що зосереджується на проектуванні та управлінні міськими територіями, та міська соціологія, академічна галузь, яка вивчає міське життя.
Багато архітекторів, географів-геоурбаністів і соціологів досліджують спосіб життя людей у густонаселених міських районах. Існує широкий спектр різних теорій та підходів до вивчення урбаністики. Проте в деяких контекстах на міжнародному рівні урбанізм є синонімом до містобудування.
Термін урбанізм виник наприкінці дев’ятнадцятого століття з іспанським інженером-будівельником Ільдефонсом Серда, чиїм наміром було створити автономну діяльність, зосереджену на просторовій організації міста. Виникнення урбанізму на початку 20-го століття було пов’язане з розвитком централізованого виробництва, багатофункціональних кварталів, соціальних організацій і мереж, а також з тим, що було описано як «конвергенція між політичним, соціальним та економічним громадянством».
Урбанізм можна розуміти як творення місця та створення ідентичності місця на загальноміському рівні, проте ще в 1938 році Луїс Вірт писав, що необхідно припинити "ототожнювати урбанізм з фізичною сутністю міста", вийти "за довільну межу" і розглянути, як "технологічний розвиток транспорту та зв’язку надзвичайно розширив міський спосіб життя за межі самого міста".